# Герб Новгородской области
Герб Новгородской области — официальный символ Новгородской области Российской Федерации, утверждён 9 октября 1995 года.

## Описание
Официальное описание:
Гербом Новгородской области является исторический герб Новгородской губернии в виде щита, увенчанного Императорской короной и окружённого дубовыми листьями, соединёнными Андреевской лентой. На щите изображены два медведя, поддерживающие кресло на постаменте, украшенное скипетром, крестом и трёхсвечником и поставленное над двумя рыбами.
Геральдическое описание:
На серебряном поле щита два чёрных медведя, поддерживающие золотое кресло со ступенчатым постаментом и с червлёной подушкой. На сиденье поставлены накрест с правой стороны два золотых скипетра, завершенный крестом, с левой стороны — золотой крест. Над креслом золотой трёхсвечник с горящими червлёным пламенем свечами. В лазоревой окраине щита две серебряные, одна против другой, рыбы. Щит увенчан Императорской короной и окружен золотыми дубовыми листьями, соединенными Андреевской лентой.

## История
Герб Новгородской губернии, на основе которого создан герб области, был Высочайше утверждён 8 декабря 1856 года: «На серебряном поле щита два чёрных медведя, поддерживающие золотое кресло со ступенчатым постаментом и с червлёной (красной) подушкой. На сиденье поставлены накрест с правой стороны золотой скипетр, завершенный крестом, с левой стороны — золотой крест. Над креслом золотой трёхсвечник с горящими червлёным пламенем свечами. В лазоревой (синей, голубой) окраине щита две серебряные, одна против другой, рыбы. Щит увенчан Императорской короной и окружён золотыми дубовыми листьями, соединёнными Андреевской лентой». Герб губернии в целом повторял предыдущий городской, но с некоторыми изменениями: рыб осталось две, а геральдический щит обрамлялся золотыми дубовыми листьями, перевитыми лентой ордена Андрея Первозванного, сверху над щитом располагалась корона.
Новгородская область образована 5 июля 1944 года, однако в советское время герба не имела. 27 сентября 1995 года Дума Новгородской области Постановлением №238-ОД приняла Закон о гербе области (глава администрации области М.М. Прусак подписал закон 9 октября 1995 года, №22-ОЗ). Гербом области стал исторический герб губернии.
Герб области направлялся в Геральдический Совет при Президенте Российской Федерации для официальной регистрации, однако из-за несоответствий методическим рекомендациям Совета гербу было отказано в регистрации до внесения соответствующих изменений. Вместо имперской короны, присущей гербам губерний Российской империи, предлагается венец, символизирующий особый статус Новгородской области в русской истории.
Герб не внесён в Государственный геральдический регистр.